# Massaker von Coushatta
Das Massaker von Coushatta im Jahr 1874 war das Ergebnis eines Angriffs der White League auf republikanische Amtsträger und freigelassene Sklaven in Coushatta, dem Verwaltungssitz von Red River Parish in Louisiana. Bei dem Angriff wurden sechs weiße Republikaner und zwischen 5 und 20 ehemalige Sklaven getötet, welche Zeugen waren.
Die White League hatte den Plan gefasst, die Republikanische Partei aus Louisiana zu vertreiben, ihre politische Organisation zu zerstören und mit Hilfe von Morden an freigelassenen Sklaven die Weiße Vorherrschaft zu restaurieren. Wie auch die Red Shirts und andere „White Line“ Gruppen, wurde die White League als „militärischer Flügel der Demokratischen Partei“ angesehen.

## Hintergrund
In der Reconstructionphase nach dem Sezessionskrieg kam Marshall H. Twitchell, ein Unionsveteran, welcher United States Colored Troops befehligte, nach Red River Parish. Twitchell sollte als Agent des Freedmen’s Bureau die Einhaltung der staatlichen Vorgaben überwachen. Er heiratete eine junge Frau aus der Gegend, ihre Familie lehrte ihn im Anbau von Baumwolle. 1870 wurde Twitchell als Republikaner in den Senat von Louisiana gewählt. Er ernannte seinen Bruder und drei Schwäger zu lokalen Amtsträgern, darunter zum Sheriff, zum Steuergutachter und zum Gerichtsschreiber. Twitchell arbeitete daran, den befreiten Sklaven Bildung zugänglich zu machen und ihnen politische und öffentliche Repräsentation sowie Bürgerrechte zu verschaffen.
Die White League erreichte 1874 Red River Valley, zuerst Grant Parish und die umliegenden parishes. Es handelte sich hierbei um eine Gruppe von Veteranen der Konföderation, welche als Ziel „die Vernichtung der Carpetbagger-Elemente“ und die Wiederherstellung der weißen Vorherrschaft angaben. Die meisten waren Mitglieder weißer Milizen, welche für das Massaker von Colfax verantwortlich waren. Später schlossen sich diesen Gruppen überall aus Louisiana an. Anders als der Ku Klux Klan operierte die White League offen und war stärker organisiert. Um ihr Ziel, die Beendigung der republikanischen Herrschaft, zu erreichen, führte die White League Attentate auf republikanische Amtsträger aus, störte ihre politischen Versammlungen und terrorisierte freigelassene Sklaven und deren Unterstützer. Der Historiker George C. Rable beschrieb sie in diesem Zusammenhang als den militärischen Arm der Demokratischen Partei.
In Coushatta kritisierte die White League die republikanische Führung. Ihre Mitglieder verbreiteten die Meinung, dass Twitchell und seine Schwäger eine schwarze Revolution initiieren würden.

## Der Angriff
In einer Nacht im August 1874, Marshall Twitchell war in New Orleans bei einem Treffen der Republikaner, entführte die White League sechs weiße republikanische Amtsinhaber, darunter Twitchells Bruder, Homer Twitchell und drei Schwäger, George A. King, Monroe Willis, und Clark Holland. Die Ehemänner von Twitchells Schwestern. Sie griffen sich ebenso 20 befreite Sklaven. Sie zwangen die Republikaner eine Vereinbarung zu unterschreiben, dass sie Louisiana für immer verlassen würden. Sie wurden ermordet, noch bevor sie die Region hatten verlassen können. George King konnte fliehen, wurde aber zwei Jahre später ebenfalls von der White League ermordet. Die ehemaligen Sklaven wurden ermordet, da sie Zeugen darstellten. Dennoch wurden 25 Männer aufgrund des Massakers verhaftet. Mangels Beweisen konnte jedoch niemand vor Gericht gestellt werden.

## Nachspiel
Nach dem Massaker kam es zu weiteren Gewalttaten im gesamten Staat. Dem Massaker folgte ein großer Aufstand der White League in New Orleans, wo sie darauf hofften, den Demokraten John McEnery als Gouverneur einzusetzen. Er war Kandidat bei den umstrittenen Wahlen 1872, bei der beide Parteien den Sieg für sich reklamierten. In New Orleans überrumpelten 5.000 Mitglieder der White League 3.500 Mann der Stadtpolizei und der Staatsmiliz. Nachdem sie Gouverneur William Pitt Kellogg zum Rücktritt aufgefordert hatte, übernahm die White League die Kontrolle über die Canal Street, das Rathaus, den Amtssitz des Gouverneurs und ein Waffenlager.
Der bewaffnete Aufstand zwang US-Präsident Ulysses S. Grant auf die Anfrage von Kellogg bezüglich seiner Wiedereinsetzung zu reagieren. Nach drei Tagen übernahm Kellogg wieder sein Büro nach dem Eintreffen von Bundestruppen. Die White League zog sich vor deren Erscheinen zurück. Im Laufe eines Monats trafen weitere Truppen ein, welche Red River Valley befriedeten. Grants Entscheidung Truppen zu entsenden kam wohl zu spät, um die spätere Übernahme der Macht durch die Demokraten zu verhindern. Bei den Wahlen 1876 erlangten die „Bourbon-Demokraten“ eine Mehrheit im Parlament von Louisiana.
Zwei Jahre später, als Twitchell plötzlich wieder nach Red River Parish zurückkehrte, wurde er mit sechs Kugeln niedergeschossen. Zwei Kugeln trafen ihn in jeden Arm, eine in jedes Bein. Verantwortlich war wohl sein dortiger Rivale James G. Marston. Twitchell überlebte seine Verwundung, verlor aber seine beiden Arme.